# 马里奥篮球 3对3
《马里奥篮球 3对3》是史克威尔艾尼克斯开发，任天堂于2006年发行的任天堂DS平台体育类游戏。
这是首款马里奥和最终幻想角色作为可玩角色共同出现的作品，也是史克威尔艾尼克斯继《超级马里奥RPG》后开发的又一款马里奥游戏。不算有马里奥角色登场的任天堂GameCube版《NBA街头篮球V3》，这是首款马里奥篮球游戏。

## 玩法
在比赛开始前，玩家需要选择3名角色与另一支队伍对战。游戏没有出界、犯规等规则，角色可以攻击其他球员抢球，或是丢掷香蕉皮等道具。比赛结束时得分高的队伍为胜。
游戏机上屏幕显示操控角色所在区域，触控下屏幕显示微缩的赛场地图。除了跑动交由方向键控制外，其余行动皆通过触控操作完成。运球会自动完成，玩家通过在触控屏上划线来传球射篮。依照角色行动与否以及行动方式，射篮可能为普通投篮、特殊射篮或灌篮。普通射篮和灌篮得20分，远投得30分，超级射篮得40分。在游戏中可以积累金币，之后的进球每积累一枚金币会多得一分，玩家至多可以携带100枚金币。玩家可以在选项菜单中选择左右利手，并可定义A、B、X、Y键功能取代触屏，然而部分招式只能通过触屏完成。
游戏有练习赛、锦标赛、自由赛、联机对战是种模式。锦标赛是游戏的主要模式，玩家必须取胜才能发展进度。每次锦标赛包括三场比赛，每场比赛分为两节，一节为2分30秒。锦标赛最后有一场和最终幻想队的附加赛，胜利后可以解锁困难模式。在自由赛中，玩家可自定游戏时间、游玩局数，选择是否启用道具。

## 音乐
游戏音乐由祖坚正庆作编曲。
史克威尔艾尼克斯于2006年10月18日发行官方原声《马里奥篮球 3对3原声音乐》。专辑目录号为SQEX-10079，收录31首游戏音乐，计41分26秒。其中音乐由祖坚正庆、近藤浩治和兼冈行男作曲，祖坚正庆编曲。

## 评价
《马里奥篮球 3对3》到2007年7月25日时在全球销售150万。
游戏获得评论一般，在GameRankings上的汇总得分为71%。虽然游戏在操作、画面和多样性方面获得称赞，但简单的人工智能、不尽人意的小游戏，以及最终幻想角色过强的技能则受到批评。不支持任天堂Wi-Fi连接也是游戏的一处短板。